# 22 settembre
Il 22 settembre è il 265º giorno del calendario gregoriano (il 266º negli anni bisestili) e mancano 100 giorni alla fine dell'anno. Sovente è il giorno dell'equinozio d'autunno nell'emisfero boreale e, al contrario, quello dell'equinozio di primavera nell'emisfero australe; tuttavia questo evento può verificarsi il 23 o, più raramente, il 21.

## Eventi
- 1236 – Lituani e Semigalli sconfiggono i Livoniani dell'Ordine dei fratelli della spada nella battaglia di Siauliai.
- 1499 – Con il Trattato di Basilea, la Vecchia Confederazione che aveva dato origine alla Svizzera diventa de facto uno Stato indipendente dall'Impero.
- 1586 – Nella battaglia di Zutphen le forze della Repubblica delle Sette Province Unite vengono sconfitte dalla Spagna
- 1598 – Ben Jonson viene indiziato di omicidio
- 1692 – Ultima impiccagione per stregoneria negli Stati Uniti d'America
- 1711 – Inizia la guerra dei Tuscarora nella Carolina del Nord
- 1761 – Giorgio III e Carlotta di Meclemburgo-Strelitz sono rispettivamente nominati re e regina del Regno di Gran Bretagna
- 1776 – Nathan Hale viene impiccato come spia durante la Rivoluzione americana
- 1784 – La Russia fonda una colonia a Kodiak in Alaska
- 1789 – Avviene la battaglia di Rymnik dove il russo Aleksandr Suvorov sconfigge le forze dell'Impero ottomano
- 1792 – Primo giorno (1° Vendemmiaio Anno I) del calendario rivoluzionario francese e instaurazione della repubblica
- 1862 – Negli USA viene pubblicata una versione preliminare del Proclama di emancipazione
- 1866 – La battaglia di Curupayty viene vinta dai paraguaiani della guerra della triplice alleanza
- 1869 – L'opera di Richard Wagner L'oro del Reno debutta a Monaco di Baviera
- 1888 – Viene pubblicata per la prima volta la rivista National Geographic Magazine
- 1893 – Viene esposta la prima automobile di fabbricazione americana, costruita dai fratelli Duryea
- 1907 – Il piroscafo Principessa Jolanda affonda durante il varo
- 1914 – Un sommergibile tedesco affonda tre incrociatori della Royal Navy
- 1943 – A Minsk, viene ucciso da una bomba, piazzata dalla partigiana Yelena Mazanik, il Commissario generale per la Bielorussia Richard Paul Wilhelm Kube
- 1960 – Il Mali ottiene l'indipendenza dalla Francia
- 1961 – Fondazione dei Corpi della Pace
- 1965 – La guerra tra India e Pakistan per il Kashmir finisce dopo il cessate il fuoco richiesto dalle Nazioni Unite
- 1970 – Tunku Abdul Rahman si dimette da primo ministro della Malaysia
- 1975 – Sara Jane Moore cerca di assassinare il presidente statunitense Gerald Ford
- 1979 – Incidente Vela: due satelliti Vela rilevano il flash di un'esplosione nucleare molto debole, avvenuta nei pressi dell'Isola Bouvet nell'Atlantico meridionale; l'ipotesi più accreditata è che si sia trattato di un test nucleare eseguito dal Sudafrica
- 1980 – L'Iraq invade l'Iran
- 1981 – In Francia François Mitterrand inaugura ufficialmente il servizio TGV Parigi-Lione
- 1985
  - Il concerto del Farm Aid si svolge a Champaign (Illinois)
  - L'Accordo del Plaza viene firmato a New York
- 1993 – Un Tu-154 della Transair Georgian Airlines viene abbattuto da un missile sopra Sukhumi, Georgia
- 1994 – La serie televisiva Friends fa il suo esordio televisivo negli USA sulla NBC
- 1996 – Lewon Ter-Petrosyan viene eletto presidente dell'Armenia
- 1997 – Massacro di Bentalha in Algeria, oltre 200 abitanti uccisi
- 2000 – Esce definitivamente di produzione la Fiat 126
- 2001 – Si apre in Bulgaria il XXII Campionato europeo femminile di pallavolo
- 2015 – La canzone Happy Birthday to You entra nel pubblico dominio[1]

## Nati
Ci sono circa 1 150 voci su persone nate il 22 settembre; vedi la pagina Nati il 22 settembre per un elenco descrittivo o la categoria Nati il 22 settembre per un indice alfabetico.

## Morti
Ci sono circa 480 voci su persone morte il 22 settembre; vedi la pagina Morti il 22 settembre per un elenco descrittivo o la categoria Morti il 22 settembre per un indice alfabetico.

## Feste e ricorrenze

### Civili
Nazionali:
- Mali: Giorno dell'indipendenza

### Religiose
Cristianesimo:
- Santa Basilia martire
- Sant'Emerita martire
- Sant'Emmerano di Ratisbona, vescovo e martire
- San Felice IV, papa
- Santi Felice e Costanza, martiri
- San Fiorenzo di Glonne, eremita
- San Fortunato martire, venerato a Lonate Pozzolo
- Sant'Ignazio da Santhià, sacerdote
- Santi Innocenzo e Vitale, martiri
- San Laudo di Coutances, vescovo
- San Maurizio e compagni, martiri della Legione tebana
- Santi Paolo Chong Hasang e Agostino Yu Chin-gil, martiri
- Santa Salaberga di Laon, badessa
- Santi di Tula (Chiese di rito orientale)
- San Settimio di Jesi, vescovo e martire
- San Silvano di Levroux
- Ventisei santi del Monte Athos, monaci, martiri (Chiese di rito orientale)
- Beato Alfonso da Cusco, mercedario
- Beato Antonio Saez de Ibarra Lopez, religioso francescano, martire
- Beato Carlo Navarro Miquel, sacerdote scolopio, martire
- Beato Felix Echevarria Goriostiaga, sacerdote francescano, martire
- Beato Francisco Carlés Gonzalez, sacerdote francescano, martire
- Beato Germano Gozalvo Andreu, sacerdote e martire
- Beato Giovanni Battista Bonetti, francescano, martire
- Beata Giuseppa Moscardo Montalba, vergine e martire
- Beato Giuseppe Marchandon, martire
- Beato Luis Echevarria Gorostiaga, sacerdote francescano, martire
- Beata Maria della Purificazione Vidal Pastor, vergine e martire
- Beato Miguel Zarragua Iturrizaga, religioso francescano, martire
- Beato Ottone di Frisinga, vescovo
- Beato Simon Miguel Rodríguez, religioso francescano, martire
- Beato Vincenzo Pelufo Corts, sacerdote e martire
- Beato Vincenzo Sicluna Hernandez, sacerdote e martire

Ebraismo
- 2006 – Rosh haShana, la festa inizia la sera

Wicca:
- 2006 – Luna della vendemmia